# Łasica
Łasica (Mustela) – rodzaj drapieżnych ssaków z podrodziny łasic (Mustelinae) w obrębie rodziny łasicowatych (Mustelidae), obejmujący najmniejsze ssaki w rzędzie drapieżnych (Carnivora).

## Rozmieszczenie geograficzne
Rodzaj obejmuje gatunki występujące w Ameryce Północnej, Eurazji i północnej Afryce.

## Charakterystyka
Długość ciała 11,4–56,2 cm, długość ogona 4,2–26 cm; masa ciała 25–2005 g; samce są większe i cięższe od samic. Gatunki z rodzaju Mustela mają smukłe długie ciało o krótkich łapach, w kolorze sierści od białego do ciemnobrązowego. Głowa jest płaska i wąska, o małych uszach i dużych oczach oraz jest osadzona na długiej szyi. Ogon długi, zwykle puszysty. Wzór zębowy: I {\displaystyle {\tfrac {3}{3}}} C {\displaystyle {\tfrac {1}{1}}} P {\displaystyle {\tfrac {3}{3}}} M {\displaystyle {\tfrac {1}{2}}} = 34.

## Systematyka
Rodzaj zdefiniował w 1758 roku szwedzki przyrodnik Karol Linneusz w pierwszej części dziesiątego wydania Systema Naturae, publikacji wałnego autorstwa poświęconej systematyce zwierząt, roślin i minerałów. Linneusz wymienił dziewięć gatunków – Mustela lutris Linnaeus, 1758, Mustela lutra Linnaeus, 1758, Mustela gulo Linnaeus, 1758, Mustela barbara Linnaeus, 1758, Mustela martes Linnaeus, 1758, Mustela putorius Linnaeus, 1758, Mustela furo Linnaeus, 1758, Mustela zibellina Linnaeus, 1758 i Mustela erminea Linnaeus, 1758 – z których gatunkiem typowym jest (Linneuszowska tautonimia) Mustela erminea Linnaeus, 1758 (gronostaj europejski).

### Etymologia
- Mustela (Mustella): łac. mustela ‘łasica’, od zdrobnienia mus, muris ‘mysz’[27].
- Putorius: łac. putor ‘smród, fetor’; w aluzji do charakterystycznego zapachu[28]. Gatunek typowy (absolutna tautonimia): Mustela putorius Linnaeus, 1758.
- Arctogale: gr. αρκτoς ‘niedźwiedź’; γαλεη galeē lub γαλη galē ‘łasica’[29]. Gatunek typowy: Kaup wymienił dwa gatunki – Mustela erminea Linnaeus, 1758 i Mustela bocamela Kaup, 1829 (= Mustela nivalis Linnaeus, 1766) – z których gatunkiem typowym jest Mustela erminea Linnaeus, 1758.
- Ictis: gr. ικτις iktis, ικτιδις iktidis ‘łasica’[30]. Gatunek typowy (oznaczenie monotypowe): Mustela vulgaris Griffith, 1827 (= Mustela erminea Linnaeus, 1758).
- Foetorius: łac. fetor ‘smród, odór’[31]. Gatunek typowy: autorzy wymienili kilka gatunków – Mustela sarmatica Pallas, 1771 (= Mustela peregusna Güldenstädt, 1770), Mustela erminea Linnaeus, 1758, Mustela furo Linnaeus, 1758, Viverra lutreola Linnaeus, 1761, Mustela boccamela[h] Bechstein, 1799, Mustela vulgaris[h] Erxleben, 1777 i Mustela putorius Linnaeus, 1758 – z których gatunkiem typowym jest Mustela putorius Linnaeus, 1758.
- Gale: gr. γαλεη galeē lub γαλη galē ‘łasica’[32]. Gatunek typowy (absolutna tautonimia): Mustela vulgaris[h] Erxleben, 1777.
- Lutreola: łac. lutra ‘wydra’; łac. przyrostek zdrabniający -ola[33]. Gatunek typowy (absolutna tautonimia): Viverra lutreola Linnaeus, 1761.
- Vison: isl. vison ‘rodzaj łasicy lub kuny’, od duń. i szw. vissen ‘zeschnięty’[34][35]. Gatunek typowy (oznaczenie monotypowe): Viverra lutreola Linnaeus, 1761.
- Gymnopus: gr. γυμνος gumnos ‘goły, nagi’; πους pous, ποδος podos ‘stopa’[36]. Gatunek typowy: Gray wymienił cztery gatunki – Mustela (Putorius) kathiah Hodgson, 1835, Mustela africana Desmarest, 1818, Gymnopus leucocephalus[i] J.E. Gray, 1865 i Mustela strigidorsa Horsfield, 1855 (= Mustela strigidorsa J.E. Gray, 1853) – z których gatunkiem typowym jest (późniejsze oznaczenie)[37] Mustela leucocephalus[i] J.E. Gray, 1865.
- Hydromustela: gr. ὑδρο- hudro- ‘wodny-’, od ὑδωρ hudōr, ὑδατος hudatos ‘woda’; rodzaj Mustela Linnaeus, 1758[38]. Gatunek typowy (oznaczenie monotypowe): Viverra lutreola Linnaeus, 1761.
- Mustelina: łac. mustelinus ‘jak łasica, łasicowaty’, od mustela ‘łasica’[39]. Gatunek typowy (oznaczenie monotypowe): Viverra lutreola Linnaeus, 1761.
- Cynomyonax: rodzaj Cynomys Rafinesque, 1817 (nieświszczuk); αναξ anax, ανακτος anaktos ‘władca’[40]. Gatunek typowy (oznaczenie monotypowe): Putorius nigripes Audubon & Bachman, 1851.
- Eumustela: gr. ευ eu ‘dobry, typowy’[41]; rodzaj Mustela Linnaeus, 1758. Gatunek typowy: Acloque wymienił dwa gatunki – Mustela vulgaris[h] Erxleben, 1777 i Mustela erminea Linnaeus, 1758 – z których gatunkiem typowym jest (późniejsze oznaczenie) Mustela erminea Linnaeus, 1758[42].
- Mammustelaus: modyfikacja zaproponowana przez meksykańskiego przyrodnika Alfonso Luisa Herrerę w 1899 roku polegająca na dodaniu do nazwy rodzaju przedrostka Mam (od Mammalia)[43].
- Kolonokus (Kolonocus): ros. колонóк kolonók ‘łasica syberyjska’[17]. Gatunek typowy (oznaczenie monotypowe): Mustela sibirica Pallas, 1773.
- Plesiogale: gr. πλησιος plēsios ‘w pobliżu, niedaleko’, od πελας pelas ‘blisko’, od πελαζω pelazō ‘zbliżyć się’[44]; γαλεη galeē lub γαλη galē ‘łasica’[45].
- Pocockictis: Reginald Innes Pocock (1863–1947), brytyjski zoolog (arachnolog i teriolog); ικτις iktis, ικτιδις iktidis ‘łasica’[46][20].
- Cryptomustela: gr. κρυπτος kruptos ‘ukryty’; rodzaj Mustela Linnaeus, 1758[21]. Gatunek typowy (oryginalne oznaczenie): Mustela strigidorsa J.E. Gray, 1853.

### Podział systematyczny
Do rodzaju należą następujące występujące współcześnie gatunki:
| Grafika | Gatunek                  | Autor i rok opisu               | Nazwa zwyczajowa     | Podgatunki         | Rozmieszczenie geograficzne | Podstawowe wymiary                              | Status IUCN |
| ------- | ------------------------ | ------------------------------- | -------------------- | ------------------ | --- | ----------------------------------------------- | ----------- |
|         | Mustela strigidorsa      | J.E. Gray, 1853                 | łasica pręgowana     | gatunek monotypowy | północno-wschodnie Indie, północna i środkowa Mjanma, południowa Chińska Republika Ludowa (Junnan, Kuejczou, Kuangsi), północna i południowa Tajlandia, północny i środkowy Laos oraz północny i środkowy Wietnam; zakres wysokości: 90–2500 m n.p.m.                                                                              | DC: 25–32 cm DO: 10,3–20 cm MC: 700–2000 g      | LC          |
|         | Mustela nudipes          | A.G. Desmarest, 1822            | łasica malajska      | gatunek monotypowy | południowa Tajlandia, Półwysep Malajski, Sumatra i Borneo; zakres wysokości: 400–1700 m n.p.m. | DC: 30–36 cm DO: 24–26 cm MC: około 1000 g      | LC          |
|         | Mustela lutreolina       | H.C. Robinson & O. Thomas, 1917 | łasica indonezyjska  | gatunek monotypowy | endemit Indonezji: południowa Sumatra i Jawa; zakres wysokości: 1000–2200 m n.p.m. | DC: 30–32 cm DO: 13,6–17 cm MC: 295–340 g       | LC          |
|         | Mustela kathiah          | B.H. Hodgson, 1835              | łasica żółtobrzucha  | gatunek monotypowy | Himalaje w północnych i północno-wschodnich Indiach, Nepalu i Bhutanie do Mjanmy, południowej i wschodniej Chińskiej Republiki Ludowej (włącznie z wyspą Hajnan), północnej Tajlandii, Laosu i Wietnamu; zakres wysokości: 0–5200 m n.p.m.                                                                                         | DC: 20–29 cm DO: 13–18 cm MC: 150–260 g         | LC          |
|         | Mustela erminea          | Linnaeus, 1758                  | gronostaj europejski | 18 podgatunków     | większość Europy (na południe do północnej Portugalii) i Azji (na południe do zachodnich Himalajów) oraz Alaska (Stany Zjednoczone) i północno-zachodnia Kanada; zakres wysokości: 0–4050 m n.p.m. | DC: 19–34 cm DO: 4,2–12 cm MC: 134–365 g        | LC          |
|         | Mustela haidarum         | (Preble, 1898)                  |                      | 3 podgatunki       | południowo-wschodnia Alaska w Archipelagu Aleksandra (wyspy Suemez, Księcia Walii), zachodnia Kanada na Wyspach Królowej Charlotty (wyspy Grahama i Moresby) | DC: około 21 cm DO: około 10 cm MC: brak danych | NE          |
|         | Mustela richardsonii     | Bonaparte, 1838                 |                      | 13 podgatunków     | Grenlandia, Canada, Stany Zjednoczone (na południe do środkowej Kalifornii, północnego Nowego Meksyku, Wielkich Jezior i północnej Wirginii, nieobecny w Alasce); zakres wysokości: 0–3000 m n.p.m. | DC: 17–24 cm DO: 5,9–9,8 cm MC: 39–154 g        | NE          |
|         | Mustela nivalis          | Linnaeus, 1766                  | łasica pospolita     | 13 podgatunków     | większość Europy, kontynentalna Azja (na południe do Lewantu, Iranu, Mongolii, środkowej CHińskiej Republiki Ludowej, Tajwanu i Japonii), północna Afryka (Maroko, Algieria, Tunezja i Egipt; introdukowany w Nowej Zelandii, na Malcie, Krecie, Azorach i Wyspach Świętego Tomasza i Książęcej; zakres wysokości: 0–3860 m n.p.m. | DC: 11,4–30 cm DO: 7–12,9 cm MC: 25–250 g       | LC          |
|         | Mustela aistoodonnivalis | Wu Jiayan & Kao Yuenting, 1991  |                      | gatunek monotypowy | endemit Chińskiej Republiki Ludowej: góry Qin Ling, Shaanxi | DC: 12,8–16,5 cm DO: 5–6,2 cm MC: brak danych   | NE          |
|         | Mustela altaica          | Pallas, 1811                    | łasica górska        | gatunek monotypowy | góry Ałtaj, Tienszan, Pamir i Himalaje, Rosja (południowa i południowo-wschodnia Syberia, Mongolia, zachodnia, środkowa i północno-wschodnia Chińska Republika Ludowa oraz Korea Północna; zakres wysokości: 1500–4000 m n.p.m. | DC: 22–29 cm DO: 9–14,5 cm MC: 122–350 g        | NT          |
|         | Mustela itatsi           | Temminck, 1844                  | łasica japońska      | gatunek monotypowy | endemit Japonii: Honsiu, Kiusiu, Sikoku, Sado i kilka mniejszych wysp (Japonia); introdukowany na Hokkaido i południowy Sachalin w Rosji; zakres wysokości: 0–336 m n.p.m. | DC: 25–39 cm DO: 13,3–21 cm MC: 380–820 g       | NT          |
|         | Mustela sibirica         | Pallas, 1773                    | łasica syberyjska    | gatunek monotypowy | Rosja (na wschód od Uralu), Mongolia, Chińska Republika Ludowa, Półwysep Koreański, północna Japonia (Hokkaido), Tajwan, Indie, Nepal, Bhutan, północna Mjanma, Tajlandia i Laos; introdukowany w Japonii (Honsiu, Kiusiu i Sikoku); zakres wysokości: 1500–5000 m n.p.m.                                                          | DC: 25–39 cm DO: 13,3–21 cm MC: 360–820 g       | LC          |
|         | Mustela lutreola         | (Linnaeus, 1761)                | norka europejska     | gatunek monotypowy | izolowane populacje w północnej Hiszpanii, południowo-zachodniej Francji, Rumunii, Estonii, Łotwie, Białorusi i Rosji (na zachód od Uralu); zakres wysokości: 1400–3000 m n.p.m. | DC: 20–36 cm DO: 12–17,5 cm MC: 500–1000 g      | CR          |
|         | Mustela eversmanii       | Lesson, 1827                    | tchórz stepowy       | gatunek monotypowy | południowo-wschodnia Europa, Kaukaz, Azja Zachodnia przez środkową Azję to Mongolii, północno-wschodniej Chińskiej Republiki Ludowej i Rosji (Rosyjski Daleki Wschód); zakres wysokości: 0–5050 m n.p.m. | DC: 29–56 cm DO: 7–18,3 cm MC: 1,3–2 kg         | LC          |
|         | Mustela putorius         | Linnaeus, 1758                  | tchórz zwyczajny     | gatunek monotypowy | większość Europy na zachód od Uralu (z wyjątkiem Islandii, północnej Skandynawii oraz części Półwyspu Bałkańskiego) oraz północne Maroko; zakres wysokości: 0–2400 m n.p.m. | DC: 20–46 cm DO: 7–19 cm MC: 400–1710 g         | LC          |
|         | Mustela furo             | Linnaeus, 1758                  | fretka domowa        | gatunek monotypowy | cały świat | DC: 33–40,6 cm DO: 7,6–10 cm MC: 0,3–2,7 kg     | GU          |
|         | Mustela nigripes         | (Audubon & Bachman, 1851)       | tchórz czarnołapy    | gatunek monotypowy | Wielkie Równiny w Stanach Zjednoczonych (od Montany na południe do Arizony i Nowego Meksyku) oraz północny Meksyk; wytępiony z większości jego zasięgu; zakres wysokości: 500–3100 m n.p.m. | DC: 40–50 cm DO: 11,4–15 cm MC: 764–1078 g      | EN          |

Kategorie IUCN:  LC  – gatunek najmniejszej troski,  NT  – gatunek bliski zagrożenia,  EN  – gatunek zagrożony,  CR  – gatunek krytycznie zagrożony;  NE  – gatunki niepoddane jeszcze ocenie; GU – gatunek udomowiony, nie podlaga ocenie przez IUCN.
Opisano również kilka gatunków wymarłych:
- Mustela constricta Teilhard de Chardin & Pei Wenzhong, 1941 (Azja; plejstocen)
- Mustela kuzuuensis (Shikama, 1949) (Azja; plejstocen)
- Mustela majori Weithofer, 1888 (Europa; miocen)
- Mustela palerminea (Petényi, 1864) (Europa; pliocen)
- Mustela pliocaenica Stach, 1959 (Europa; pliocen)
- Mustela plioerminea Stach, 1959 (Europa; pliocen)
- Mustela praenivalis Kormos, 1934 (Europa; plejstocen)
- Mustela sinensis Yang Zhongjian & Liu Dongsheng, 1951 (Azja; plejstocen)
- Mustela stromeri Kormos, 1934 (Europa; pliocen)